# Osaki (Miyagi)
Ōsaki (Japans: 大崎市, Ōsaki-shi) is een stad in de prefectuur Miyagi op het eiland Honshu, Japan. Deze stad heeft een oppervlakte van 796,76 km² en telt begin 2008 circa 137.000 inwoners.

## Geschiedenis
Ōsaki werd een stad (shi) op 31 maart 2006 na samenvoeging van de stad Furukawa (古川市, Furukawa-shi) en de gemeentes Tajiri (田尻町, Tajiri-chō), Senhongi (三本木町, Senhongi-chō), Matsuyama (松山町, Matsuyama-machi), Kashimadai (鹿島台町, Kashimadai-machi), Iwadeyama (岩出山町, Iwadeyama-machi) en Naruni (鳴子町, Naruni-chō).

## Verkeer
Ōsaki ligt aan de Tohoku Shinkansen, de Tōhoku-hoofdlijn en de oostelijke Rikū-lijn van de East Japan Railway Company.
Ōsaki ligt aan de Tōhoku-autosnelweg en aan de autowegen 4, 47, 108, 346, 347 en 457.

## Geboren in Ōsaki
- Sakuzo Yoshino (吉野 作造, Yoshino Sakuzō) auteur en politiek denker.

## Aangrenzende steden
- Tome
- Kurihara
- Yuzawa